# Neolophonotus robustus
Neolophonotus robustus är en tvåvingeart som först beskrevs av Ricardo 1922.  Neolophonotus robustus ingår i släktet Neolophonotus och familjen rovflugor. Inga underarter finns listade i Catalogue of Life.